# Drupadia transiens
Drupadia transiens är en fjärilsart som beskrevs av Kalis 1933. Drupadia transiens ingår i släktet Drupadia och familjen juvelvingar. Inga underarter finns listade i Catalogue of Life.